# Grupa bezpieczeństwa

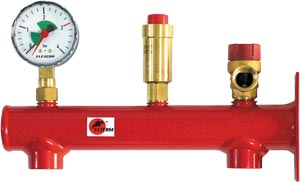
Grupa bezpieczeństwa c.o.

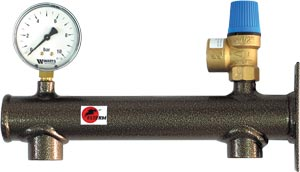
Grupa bezpieczeństwa c.w.u.

Grupa bezpieczeństwa c.o. – urządzenie stosowane w instalacjach grzewczych podłączane do wyjścia źródła ciepła, posiadające  zgrupowane w jednej armaturze elementy zabezpieczające przed wzrostem ciśnienia w układzie, czyli: manometr, zawór bezpieczeństwa oraz automatyczny odpowietrznik.
Grupa bezpieczeństwa c.w.u. – urządzenie stosowane do zabezpieczania zamkniętych podgrzewaczy wody przed nadmiernym wzrostem ciśnienia. To kompaktowe urządzenie zawiera całą niezbędną armaturę, dzięki czemu krótszy jest czas montażu. W przeciwieństwie do grupy c.o., grupa c.w.u. nie musi posiadać automatycznego odpowietrznika, ponieważ jest montowana w obiegu wody użytkowej, gdzie każde otwarcie kranu z ciepłą wodą powoduje automatyczne odpowietrzenie układu.